# Jean Carlo Witte
Jean Carlo Witte (født 24. september 1977) er en brasiliansk fodboldspiller.
Han har spillet for flere forskellige klubber i sin karriere, herunder FC Tokyo og Shonan Bellmare.